# Radoje Kontić
Radoje Kontić (srbskou cyrilicí Радоје Контић; * 31. května 1937, Nikšić) je bývalý černohorský politik. Byl posledním předsedou výkonného výboru (vlády) Socialistické republiky Černá Hora v letech 1989 až 1991, od února 1993 do května 1998 zastával funkci jugoslávského svazového premiéra. Byl členem Svazu komunistů Černé Hory a později Demokratické strany socialistů Černé Hory.
Kontić patřil ke druhé generaci jugoslávských komunistů, která se k funkcím dostala prostřednictvím kariérního růstu ve státních podnicích. V případě Kontiće v nikšićské železárně. V roce 1978 se stal členem výkonného výboru SR Černé Hory.